# Brandskatning
Brandskatning var i tidligere tider en almindelig foreteelse under krig gående ud på, at en hær, der trængte ind i et fremmed land, stillede den bosatte befolkning (især i byer) krav om en ydelse for at undgå, at deres hjem blev plyndrede og afbrændte. Brandskatning ansås i middelalderen og senere som en legitim krigshandling. Princippet var, at den indtrængende hær ved sin ankomst officielt tilkendegav sit brandskatningskrav. En særlig forvalter, brandmesteren, som fik hjælp af brandknægte, skulle indkræve brandskatten. Hvis denne ikke blev betalt, havde han til opgave at forestå stadens afbrænding. Brandskatning var således en måde reelt at finansiere krigsvirksomheden på. Berygtet i denne sammenhæng er den böhmiske adelsmand Albrecht von Wallenstein, hertug af Friedland, der dels oprettede sin egen marodørhær, hvormed han blandt andet på vegne af den tyske kejser trængte ind i Holsten i 1625 mod Christian 4., dels gjorde brandskatning til fast led i sin krigsføring.
Omkring århundredeskiftet (1900) forsøgte man at regulere vilkårene for krigsførelse og hævdede herunder, at den angribende havde ret til at bemægtige sig al fast ejendom som occupatio bellica og enhver krigsdeltager berettiget at tilegne sig krigsbytte som prædia bellica. Krig forsvaredes som et retsligt tvangsmiddel, der imidlertid ikke måtte misbruges. Privat løsejendom skulle være beskyttet mod ødelæggelse, tilegnelse og fratagelse, og brugen af bombardementer måtte kun ske mod områder, som nægtede at inden for såkaldt "rimelige grænser" at yde kontribution, hvor imod brandskatning, hvorved bombardementer toges i brug for at tvinge en modvillig civilbefolkning til at yde kontribution i penge, ikke skulle være tilladt, men grænsen mellem brandskatning og bombardement for at opnå rekvisitioner forblev uklare.